# Danakil-Somalia

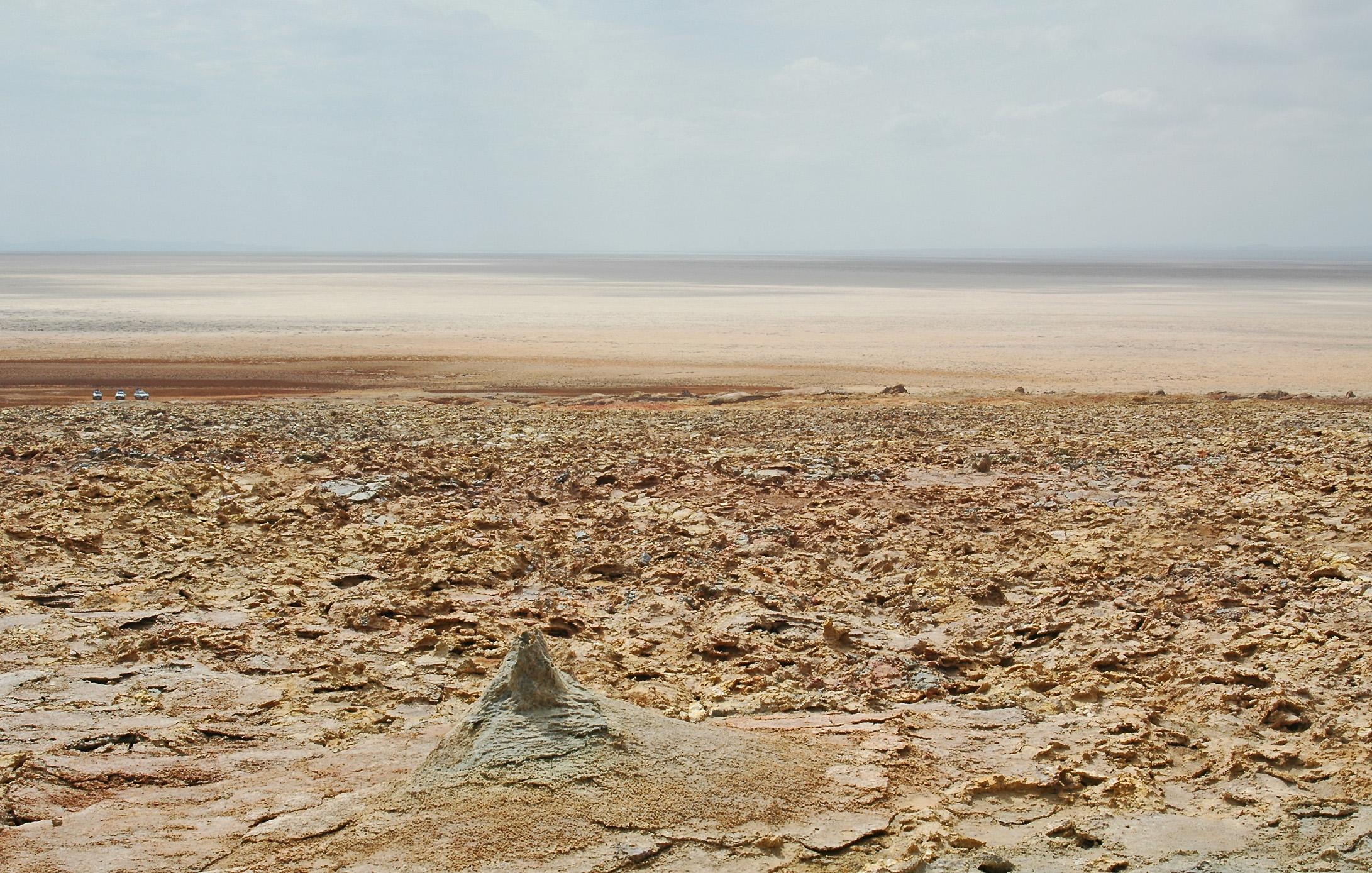
Blick auf die Salztonebene des Danakil (von Dallol aus gesehen)

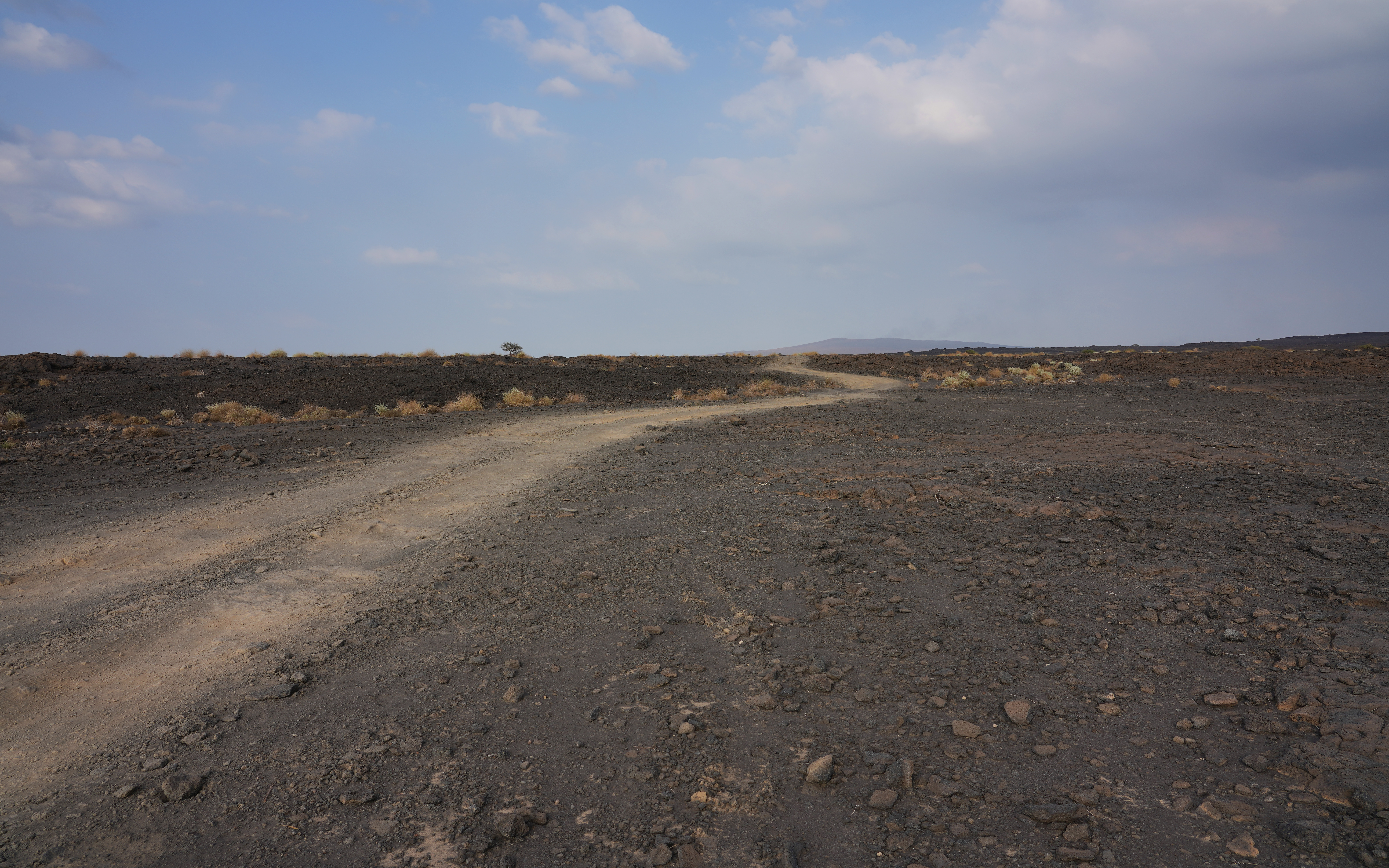
Vulkanische Wüstenlandschaft nahe dem Erta Ale

Danakil-Somalia ist eine vom Wüstenforscher Théodore Monod gewählte Bezeichnung für die drei größeren Wüstenregionen im Nordosten Afrikas. Monod fasst zwar die Wüsten Somalias und die Danakil-Wüste zusammen, lässt aber die Wüsten Nordkenias außen vor. Generell fehlt ein einheitlicher Name für die ineinanderübergehenden Wüsten, Halbwüsten und Savannen Nordostafrikas. So gibt es auch die Bezeichnung „Wüsten des Rift Valley“, obwohl die Somali-Halbinsel nicht zum „East African Rift System“, dem Ostafrikanischen Grabenbruch, gehört.

## Danakil
Die Danakil-Wüste liegt an der Küste des Roten Meeres im Afar-Dreieck in Eritrea, Äthiopien und Dschibuti. Es ist eins der weltweit geologisch aktivsten Gebiete; so liegen hier auch die Vulkane Erta Ale, Asavyo und Dabbahu. Erwähnenswert ist auch das Thermalgebiet von Dallol. Im Westen wird sie durch das steile Hochland von Abessinien begrenzt.
Geologisch gesehen, handelt es sich bei der Danakil um trockengefallenen Meeresboden. Die Region liegt in der Spreizungszone des Ostafrikanischen Grabenbruches und sinkt aufgrund tektonischer Vorgänge immer weiter ab. Die Fluten des Roten Meeres werden nur noch durch einen schmalen Gebirgsriegel zurückgehalten. Mächtige Salzablagerungen und auf dem Wüstenboden lagernde versteinerte Korallen zeugen von einem einst dort bereits existierenden Ozean.
Die Danakilsenke (auch: Danakil-Depression, 110 m unter dem Meeresspiegel), die im Lee des Hochlandes von Abessinien liegt, ist hyperarid, also sehr trocken. Die Danakil zählt zu den heißesten und trockensten Wüsten unserer Erde; hier wurden bereits Bodentemperaturen bis zu 70 Grad Celsius gemessen. Straßen aus Asphalt gibt es praktisch nicht; in der Glutsonne würde dieser erweichen oder sogar schmelzen.
Die Danakil wird oft auch als „Höllenloch der Schöpfung“ bezeichnet, da hier die Wiege der Menschheit vermutet wird. Hier wurden fast 2 Millionen Jahre alte Überreste von Hominiden gefunden. Neue Theorien gehen davon aus, dass sich der Homo sapiens in dieser Gegend entwickelt hat und von hier aus verbreitete, wobei das Klima zu dieser Zeit kühler und feuchter war.
In der Wüste leben rund 100.000 Afar-Nomaden. Seit dem Sturz des Mengistu-Regimes 1991 in Äthiopien sind einige Widerstandskämpfer militärisch aktiv geblieben, weshalb die Region noch bis heute unsicher ist. Hauptort der Afar-Region ist Asayita (Aussa). Bis 1888 existierte ein Sultanat Aussa, seine Grenzen entsprechen etwa der heutigen Afar-Region entlang dem Fluss Awash.

## Norden Kenias
Zwischen dem Turkana-See und Marsabit im Norden Kenias liegt eine weitere Wüste. In der Nähe Marsabits gibt es ein hohes Vulkanmassiv mit einem Wolkenwald. Der Nordteil trägt den Namen „Chalbi-Wüste“, der südliche Teil „Kaisut-Wüste“. Bei beiden handelt es sich um typisches Nomadenland: So leben 70.000 Boran zwischen Marsabit und Äthiopien, 30.000 Gabbra westlich davon, Samburu und Rendille südlicher, und westlich des Sees leben die Turkana. Die Nomadenvölker leben von der Rinder- und Kamelzucht, wobei es häufig zu Viehraub kommen kann.

## Somali-Halbinsel
Als Somali-Halbinsel wird die recht große keilförmige Landzunge bezeichnet, die am Horn von Afrika südlich des Golf von Aden liegt. Die Wüste am Horn von Afrika, die sich der Danakil anschließt, ist kaum erforscht, da die politische Lage jahrelang unruhig war. Von mittleren Höhenlagen fällt das Land zum Indischen Ozean hin ab, im Norden – zum Golf von Aden hin – gibt es entlang der Küste ein bis zu 2.000 m hohes Gebirge.

## Entstehung
Einerseits führt der Nordostpassat dazu, dass heiße und trockene Luftmassen von der Arabischen Halbinsel kommen und feuchte Äquatorialluft verdrängt wird. Andererseits beeinflusst auch der Ostafrikanische Graben die Regenmenge: So gibt es im Lee des Grabens weitaus weniger Niederschlag.